# Gaurella
Gaurella é uma cidade e uma nagar panchayat no distrito de Bilaspur, no estado indiano de Chhattisgarh.

## Demografia
Segundo o censo de 2001, Gaurella tinha uma população de 15 173 habitantes. Os indivíduos do sexo masculino constituem 51% da população e os do sexo feminino 49%. Gaurella tem uma taxa de literacia de 72%, superior à média nacional de 59,5%: a literacia no sexo masculino é de 79% e no sexo feminino é de 64%. Em Gaurella, 13% da população está abaixo dos 6 anos de idade.